# Aragorn
Aragorn II, filho de Arathorn é um personagem fictício criado pelo professor e filólogo britânico J. R. R. Tolkien na sua obra O Senhor dos Anéis, de que é um dos protagonistas. Aragorn era um Guardião do Norte, introduzido pela primeira vez com o nome Strider em Bree, como os hobbits continuaram a chamá-lo ao longo de O Senhor dos Anéis. Acabou sendo descoberto como herdeiro de Isildur e pretendente legítimo aos tronos de Arnor e Gondor. Também era um confidente de Gandalf e parte integrante da missão para destruir o Um Anel e derrotar o Senhor das Trevas Sauron.
Ele liderou a Sociedade do Anel após a queda de Gandalf nas Minas de Moria. Quando a Sociedade foi quebrada, seguiu os hobbits Meriadoc Brandebuque e Peregrin Tûk com a ajuda de Legolas, o elfo, e Gimli, o anão, para a Floresta de Fangorn. Também lutou na batalha do Abismo de Helm e a batalha dos Campos do Pelennor. Depois de derrotar as forças de Sauron em Gondor, ele liderou um exército de Gondor e Rohan contra o Portão Negro de Mordor para distrair a atenção de Sauron, possibilitando que Frodo Bolseiro e Samwise Gamgee tivessem a chance de destruir o Um Anel. No final de O Senhor dos Anéis, foi coroado Rei Elessar Telcontar ("Elessar, a Pedra Élfica") de Gondor. Casou-se com a filha de Elrond, Arwen, e assumiu o Cetro de Annúminas como Rei de Arnor, unindo os dois reinos, pela primeira vez desde o reinado de Isildur.

## Origens
Aragorn nasceu no dia 1 de Março de 2931, na Terceira Era, filho de Arathorn II e Gilraen. Com apenas 2 anos, Aragorn perdeu o pai (que era capitão dos Dúnedain), quando este partiu com os filhos de Elrond para lutar contra os Orcs. Depois, a sua mãe levou-o em segredo para Valfenda (casa de Elrond), e lá Aragorn foi tratado como se fosse um filho. Seu nome e linhagem foram mantidos em segredo para sua proteção, uma vez que Sauron poderia persegui-lo caso soubesse do seu paradeiro (enquanto último herdeiro da Casa de Isildur, Aragorn representava esperança e era por isso chamado Estel). Foi em Valfenda que aprendeu muito sobre a cultura da Terra-Média e a língua élfica, bem como as suas habilidades enquanto caçador e combatente.

## Herdeiro de Isildur
Quando completou 20 anos, em 2951, Elrond lhe contou sobre a sua verdadeira origem e deu a ele os objetos pertencentes à sua Casa: o anel de Barahir, e os fragmentos de Narsil (que mais tarde será chamada de Andúril, a Chama do Oeste). O Cetro de Annúminas só seria entregue a ele quando os reinos de Arnor e Gondor fossem reunidos. Foi nessa hora, honrado de sua verdadeira linhagem, que Aragorn entrou no bosque e cantou a Balada de Lúthien, e lá ele viu pela primeira a vez a mulher que seria o seu grande amor: Arwen Undómiel, filha de Elrond. A mão de Arwen lhe foi negada, pois Elrond alegava que ela era do povo élfico e um dia iria para o Oeste. Por isso, Aragorn luta mais de 30 anos contra Sauron, como se fosse uma forma de convencer Elrond a deixá-lo desposar sua filha. O seu próximo encontro com Arwen seria em Lórien, e lá eles juraram amor eterno um ao outro, e ela escolheu ser mortal para ficar com Aragorn. Mais um motivo para ele unir os reinos.
Mas Aragorn não queria ser reconhecido como Herdeiro de Isildur, e assim se auto nomeou Thorongil, águia das estrelas, pois usava uma grande estrela na capa. Nessa época cavalgou com os Rohirrim e depois lutou por Gondor durante vários anos.
Durante os anos de 3001 a 3018 montou guarda com os Dúnedain em volta da Vila dos Hobbits, a pedido de Gandalf. Em 3018 encontra-se com os hobbits Frodo, Sam, Merry e Pippin em Bri; a partir daí a sua participação na Guerra do Anel é efetiva.

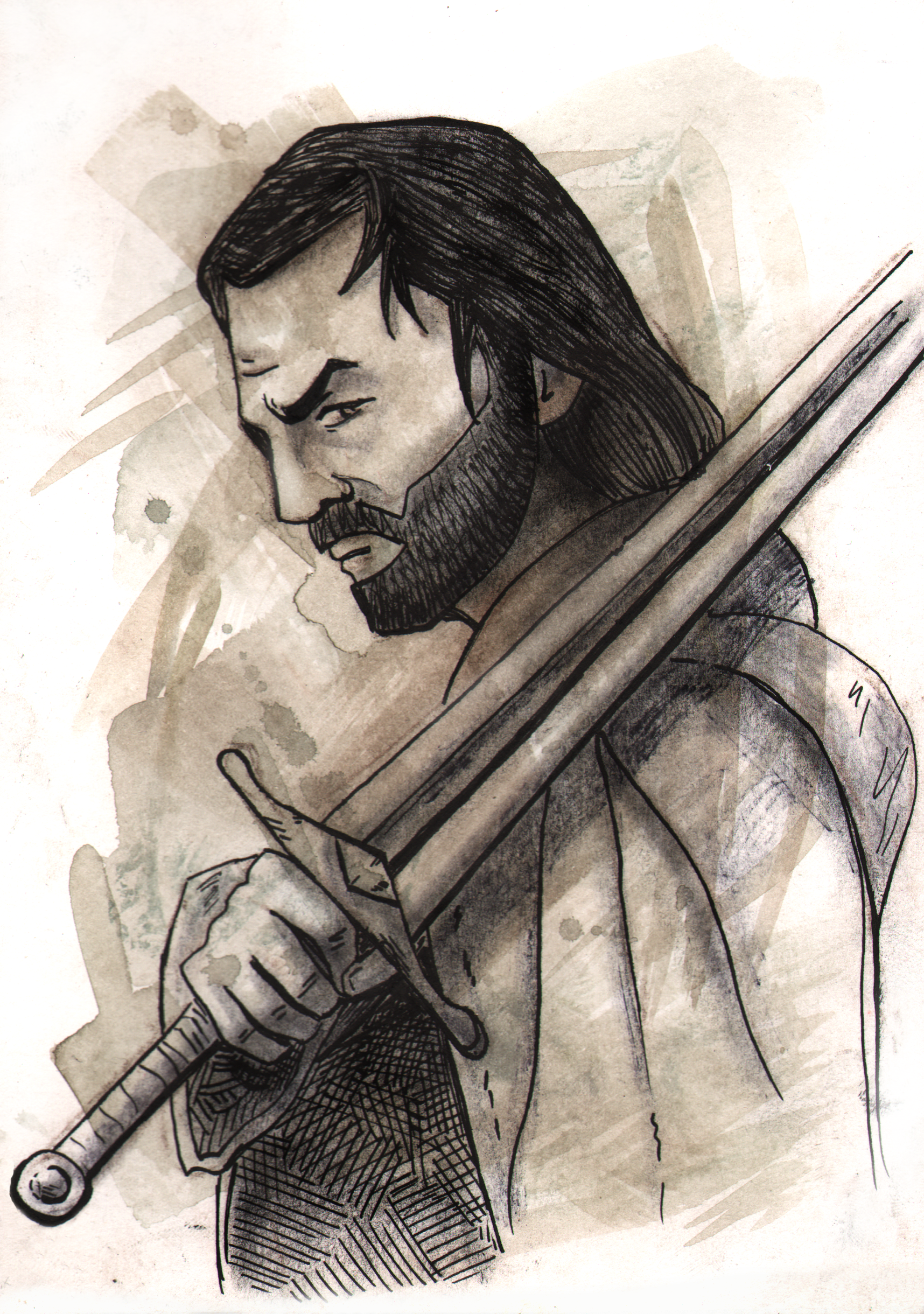
Ilustração de Aragorn, como Passolargo.

## Ações importantes
Aragorn passou por grandes provações durante toda sua vida, mas nos meses anteriores à queda de Sauron seus trabalhos foram realmente árduos. Aragorn participou do Conselho de Elrond, onde foi formada a Sociedade do Anel na qual ele ingressou como representante dos Homens (junto a Boromir de Gondor). Depois do domínio de Isengard, ficou com a posse do Palantír de Orthanc, como uma tentativa de desviar o olhar de Sauron de Frodo e Sam. Assim, estes poderiam obter o êxito na missão de destruir o Um Anel. Por fim se declara o Herdeiro de Isildur e convoca o Exército dos Mortos para ajudar na luta contra os Corsários de Umbar (a serviço de Sauron) que atacavam o Feudo de Belfalas no litoral de Gondor. Venceu essa batalha e levou para Minas Tirith um exército de homens nos barcos dos Corsários, participando decisivamente da Batalha dos Campos de Pelennor.
No dia 1 de maio de 3019 da Terceira Era, Aragorn é coroado Rei dos Reinos de Arnor e Gondor por Gandalf e no dia 8 de junho do mesmo ano, casa-se com Arwen Undómiel.
Depois de muitos anos lutando contra os povos remanescentes leais a Sauron, ele passa o cetro para o seu filho Eldarion (único filho masculino, irmão de duas meninas cujos nomes não foram revelados) e morre. Arwen, que escolheu ser mortal por Aragorn, vai para Lórien, onde encontra o seu túmulo sobre a relva do monte Cerin Amroth, onde se comprometeu com Aragorn no passado.

## Características
Tolkien dá uma descrição breve mas detalhada de Passolargo em A Sociedade do Anel: magro, moreno e alto, com cabelo escuro desgrenhado "salpicado com cinza", olhos cinzentos, e um rosto pálido. Também afirmou que ele era o mais alto da Sociedade. Algum tempo após a publicação dos livros, Tolkien escreveu que tinha, pelo menos, 198 centímetros de altura. Embora ele tivesse 87 anos de idade na época da Guerra do Anel, este era o auge da vida para um Dúnadan de sangue real, e Tolkien escreveu que, para quem não sabe de sua linhagem "o personagem Aragorn era um homem robusto e poderia ter 45 anos". Em "O Conto de Aragorn e Arwen", encontrado nos apêndices, é dito que foi muitas vezes encontrado com um ar sombrio e triste, com momentos inesperados de leviandade.
Aragorn possuía sabedoria Élfica - devido à sua infância em Rivendell com Elrond — e a previsão dos Dúnedain. Era um curandeiro qualificado, nomeadamente com as plantas athelas (também conhecidos como folha do rei). Era um guerreiro poderoso e um comandante inigualável; após a batalha dos Campos do Pelennor, ele, Éomer e Imrahil diziam-se terem ficado incólumes, apesar de terem entrado no meio da luta. Devido sua posição como o herdeiro de Isildur, Aragorn tinha poderes impressionantes para um homem, e, como o legítimo proprietário da palantír de Orthanc, a usou para declarar-se como o herdeiro de Isildur a Sauron, procurando distraí-lo de Frodo.
Embora fosse sábio e forte, não era imune a auto-dúvida. Ele duvidou da sabedoria de suas decisões enquanto liderava a Sociedade após a perda de Gandalf em Moria, e se culpava por muitos de seus infortúnios subsequentes.

## Adaptação
Aragorn foi dublado por John Hurt na versão do filme de animação de Ralph Bakshi O Senhor dos Anéis, de 1978. O Aragorn de Bakshi, ao contrário de todas as outras representações que se seguiriam até à data, não tem barba. Na franquia cinematográfica O Senhor dos Anéis (2001–2003) de Peter Jackson, o personagem é interpretado pelo ator Viggo Mortensen.